# Epicauta ochrea
Epicauta ochrea är en skalbaggsart som först beskrevs av Leconte 1853.  Epicauta ochrea ingår i släktet Epicauta och familjen oljebaggar. Inga underarter finns listade i Catalogue of Life.